# Санкт-Петер-на-Вимберге
Санкт-Петер-на-Вимберге (нем. Sankt Peter am Wimberg) — ярмарочная коммуна (нем. Marktgemeinde) в Австрии, в федеральной земле Верхняя Австрия. 
Входит в состав округа Рорбах.  Население составляет 1823 человека (на 22 марта 2006 года). Занимает площадь 23 км². Официальный код  —  41334.

## Политическая ситуация
Бургомистр коммуны — Энгельберт Пихлер (АНП) по результатам выборов 2003 года.
Совет представителей коммуны (нем. Gemeinderat) состоит из 19 мест.
- АНП занимает 13 мест.
- СДПА занимает 6 мест.